# Лобынцево (Орловская область)
Лобынцево — село в Сосковском районе Орловской области. Является административным центром Лобынцевского сельского поселения.

## История
Лобынцево (Лобанцова), село, административный центр Лобынцевского сельского поселения, ранее — административный центр Лобынцевского сельского совета.

## Население
| 2002 | 2010 |
| ---- | ---- |
| 183  | ↘160 |

Национальный состав
Согласно результатам переписи 2002 года, в национальной структуре населения русские составляли 86 % из 183  чел.

## Инфраструктура
Личное подсобное хозяйство.

## Транспорт
Просёлочные дороги. 